# I figli dei Flintstones
I figli dei Flintstones (The Flintstones Comedy Hour) è una serie animata prodotta da Hanna-Barbera e basata sui personaggi degli Antenati. In Italia, la serie è stata replicata nel 2000 su Canale 5 col doppiaggio Mediaset.

## Episodi
- L'antifurto
- Fred pizzaiolo
- La coppa
- La bella e la bestia
- La verità innanzitutto
- Un veggente straordinario
- Il documentario
- Il petroliere
- Il marziano
- Il capello bianco
- Bistecche in fuga
- La frattura
- Candid Camerock
- La promessa di Fred
- Fred l'investigatore
- Il filmato rovinato
- La piscina
- La macchina della pioggia
- Fred Flintstone va in TV
- Gara automobilistica
- Camerieri sorprendenti
- Astuzie e motori

## Cast di doppiaggio
- Fred Flintstone - Mario Zucca
- Barney Rubble - Diego Sabre
- Wilma Flintstone - Elda Olivieri
- Betty Rubble - Cinzia Massironi
- Bamm-Bamm Rubble - Simone D'Andrea
- Ciottolina Flintstone - Emanuela Pacotto
- Bronto - Sergio Luzi
- Moonrock - Luca Bottale
- Wiggy -
- Penny - Daniela Fava
- Zonk - Lorenzo Scattorin
- Cindy -
- Stud -
- Noobles -
- Fabian - Diego Sabre
- Sig. Slate - Antonio Paiola
- Shleprock - Pino Pirovano